# Käesla
Koordinaten: 58° 17′ N, 22° 13′ O
Käesla (deutsch Kaesel) ist ein Dorf (estnisch küla) auf der größten estnischen Insel Saaremaa. Es gehört zur Landgemeinde Saaremaa (bis 2017: Landgemeinde Lääne-Saare) im Kreis Saare.

## Einwohnerschaft und Lage
Das Dorf hat 45 Einwohner (Stand 1. Januar 2016). Es liegt 16 Kilometer nordwestlich der Inselhauptstadt Kuressaare.

## Geschichte
1526 wurde der Hof Kaesel erstmals urkundlich erwähnt. Von 1625 bis 1730 gehörte er der Familie Stärk (oder Stärke). Letzter Privateigentümer vor der Enteignung im Zuge der estnischen Landreform 1919 war der Deutschbalte Georg von Schmidt.